# Settimio Piacentini
Pour les articles homonymes, voir Piacentini.
Settimio Piacentini (Tarano, 6 janvier 1859 - San Polo Sabino, 2 novembre 1921) est un général et homme politique italien.

## Biographie
Il est né en 1859 à Tarano, dans la légation de l'Ombrie, alors dans l'État pontifical. Il termine ses études à l'Académie militaire de Turin et, en 1878, il rejoint le corps du Génie. Le 23 décembre 1909, il est promu général de division (maggior generale) et prend la tête de la brigade Calabre. Il est ensuite adjudant général de Sa Majesté le Roi Victor Emmanuel III de mai 1911 au 6 septembre 1913. Avec le décret royal du 28 février 1916, il est placé à la tête du corps expéditionnaire italien en Albanie, succédant au général Emilio Bertotti. Malgré sa nouvelle nomination, il est rapidement rappelé dans sa patrie et nommé général du 5e corps d'armée, puis du 2e corps d'armée, qu'il dirige contre les Austro-Hongrois lors des 7e, 8e et 9e batailles de l'Isonzo. À l'occasion du repoussement d'une offensive autrichienne sur le Monte Grappa, il obtient la médaille d'argent de la valeur militaire.
Après la fin de la Grande Guerre, il dirige les troupes italiennes stationnées en Albanie. Pour sa conduite pendant la guerre de Vlora, il est décoré de l'honneur de Chevalier de Grand-croix de l'Ordre militaire de Savoie.
Il est nommé sénateur du Royaume le 8 juin 1921. Il est décédé des suites d'une maladie lors d'une manifestation qu'il avait organisée dans son village natal à l'occasion du passage du corps du Soldat inconnu.

### Carrière militaire
- Sous-lieutenant (Sottotenente) - 27 juillet 1879
- Lieutenant (Tenente) - 12 juin 1881
- Capitaine (Capitano) - 26 septembre 1886
- Major (Maggiore) - 8 mars 1894
- Lieutenant-colonel (Tenente colonnello) - 9 janvier 1898
- Colonel (Colonnello) - 8 juillet 1903
- Général de division (Maggiore generale) - 23 décembre 1909
- Lieutenant général (Tenente generale) - 3 septembre 1914-9 septembre 1920. Date du placement en position auxiliaire

### Fonctions et titres
- Commissaire militaire aux chemins de fer (5 avril 1896)
- Adjudant général de SM le Roi (4 mai 1911-6 septembre 1913)
- Adjudant général honoraire de SM le Roi (6 septembre 1913)
- Membre du Conseil de l'Ordre militaire de la Savoie (26 janvier 1917)
- Conseiller de l'Institut d'études Sabine (1906-1910)

## Distinctions honorifiques

### Distinctions italiennes
- Chevalier de Grand-croix de l'Ordre des Saints-Maurice-et-Lazare
 - Grand officier de l'Ordre des Saints-Maurice-et-Lazare
- 1er juin 1918
 - Commandeur de l'Ordre des Saints-Maurice-et-Lazare
- 9 juin  1912
 - Officier de l'Ordre des Saints-Maurice-et-Lazare
- 13 janvier 1910
 - Chevalier de l'Ordre des Saints-Maurice-et-Lazare
- 24 janvier 1901
 - Chevalier de Grand-croix de l'Ordre militaire de Savoie
- 24 juillet 1920
 - Grand officier de l'Ordre militaire de Savoie
- 28 décembre 1916
 - Chevalier de Grand-croix de l'Ordre de la Couronne d'Italie
- 26 octobre 1920
 - Grand officier de l'Ordre de la Couronne d'Italie
- 19 juin 1913
 - Commandeur de l'Ordre de la Couronne d'Italie
- 3 juin 1909
 - Officier de l'Ordre de la Couronne d'Italie
- 27 décembre 1906
 - Chevalier de l'Ordre de la Couronne d'Italie
- 31 mai 1894
 - Médaille d'argent de la valeur militaire

### Distinctions étrangères
- Commandeur de l'Ordre de François-Joseph (Autriche)
 - Grand Officier de l'Ordre de Léopold (Belgique)
 - Chevalier de l'ordre national de la Légion d'honneur (France)
 - Décoré de l'Ordre de l'Aigle rouge (Allemagne)
 - Chevalier de Grand-Croix de l'Ordre de Saint-Michel et Saint-Georges (Angleterre)
 - Chevalier de la Grande Croix de l'Ordre de Saint-Stanislas (Russie)

## Source
- (it) Cet article est partiellement ou en totalité issu de l’article de Wikipédia en italien intitulé « Settimio Piacentini » (voir la liste des auteurs).